# Anyós (családtag)
Névváltozatok: nap, napa: socrus (NySz. I. 1598.), napamasszony, napa (Nagy Iván I. 22.)
napa 1395 k.: socrus: nap [Besztercei szójegyzék 19.] 'anyós, Schweigmutter' (TESz. II. 997.)

la: socrus, matercula, anicula, de: mütterchen, altes weib (M. nyelvtört. 97.) 

Rövidítések:
Az anyós vagy napamasszony a házastárs szülőpárjának női tagja. Az úgynevezett házassági rokonságok közé tartozik, amely a leszármazáson alapuló vérrokonsággal ellentétben házasság útján létrejött rokoni kapcsolat.
Az anyós szó első írásos említése a 18. század végéről maradt fenn, míg a nap már egy 14. századi szójegyzékben megtalálható. Ez utóbbi a tájnyelvben még használatos. Az anyóst gyakran az anya szóból képzett neveken szólították (például a mátraaljai palócoknál anyámasszony, az Alföldön kedvesanyám).
– A férfiak feleségük anyját általában nem tekintették számottevő személynek. A kötelező tiszteleten és a hagyományos szólításmódon kívül semmiféle kötelezettség nem terhelte őket. –